# 1290 pr. n. št.

## Smrti
- Ramzes I., faraon, ustanovitelj Devetnajste egipčanske diinastije (* ni znano)